# Théoden
Théoden, Thengel fia J. R. R. Tolkien történeteinek kitalált szereplője. Szerepe jelentős A Gyűrűk Ura című könyv cselekményében. Rohan tizenhetedik királya, a Második nemzetség utolsó uralkodója. A trónon elődje apja, Thengel, utódja pedig unokaöccse, Éomer Éadig. A rohani krónika "Újjászületett Théodennek" is nevezi. Théoden szerepét Peter Jackson filmadaptációjában Bernard Hill alakítja, magyar hangja Ujréti László. Neve az óangol þēoden szóból származik, melynek jelentése "nép vezetője" (király).

## Élete a gyűrűháború előtt
Théoden Thengel, és lossarnachi Morwen egyetlen fia, második gyermeke. Négy leánytestvére közül a krónikák egyedül Théodwynt, a legfiatalabbat említik, hiszen ő volt fivére számára a legkedvesebb testvér, Éomer és Éowyn anyja.
Az uralkodása előtti évekről a történetek nem sokat mesélnek, de ismert, hogy felesége Elfhild volt, kettőjüknek egyetlen közös gyermeke született: Théodred. A királyné belehalt a szülésbe, Théoden nem nősült újra. Legkedvesebb húga (Théodwyn), és Éomund halálával azonban Éomund fia Éomert és Éowynt is gyermekeinek fogadta.
Rohan trónját és Meduseldet 2980-ban vette át apjától. Haláláig, 3019-ig uralkodott, népe igen tisztelte. Fiatalkorában (Szarumán ténykedése előtt) életerős és aktív vezetőként uralkodott, rendkívül jó lovas hírében állt.

## Szerepe a gyűrűháborúban
Ugyan fiatalkorában egészséges, jó vezetőként uralkodott, öregkorára erőt vett rajta a betegség, gyengeség. Ez részben köszönhető hajlott korának, de a krónikák szerint Kígyónyelvű Grímának, Théoden tanácsadójának (és Szarumán kémjének) nagyobb szerepe volt Théoden leépülésében. Gríma célját a lassan ható titkos mérgek mellett folyamatos tanácsadói tevékenységével érte el, mellyel hosszú idő után igen kevés önálló teret hagyott urának, Théodennek a döntéshozatalban.
Gríma így tovább szőhette egész Rohanra kiterjedő hálóját. Ugyan Gríma térnyerését az udvar előkelői, a hadvezérek is látták, mégis tisztelték Théodent annyira, hogy Théoden Gríma szájából elhangzó "parancsait" is teljesítsék. Így sikerült Grímának (és így áttételesen Szarumánnak) Rohan hadszervezetét teljes egészében a király nevében irányítása alá vennie, melynek eredményeképp képes volt Éomert, Lovasvég Harmadik Marsallját eltávolítania az udvarból. Sikerült a trónörököst, Théoden egyetlen fiát, Théodredet is egy vesztes csatába hajszolni, melyben Théodred életét vesztette (3019. február 25.) .
Útjuk során a Trufát és Pippint kereső Aragornék találkoztak Gandalffal, majd együtt mentek el Edorasba, Théodenhez. Gríma Gandalf új hatalmának már nem tudott ellenállni. Gandalf kidobta Kígyónyelvet az udvarból, majd felnyitotta Théoden szemét, megmutatta neki, mennyi tennivaló van még Középföldén, és milyen tehetetlen a rohír nép valós, tisztelt vezető nélkül. Ennek hatására Théoden mind szellemileg mind fizikailag megfiatalodott, rögtön elkezdte megszervezni Rohan védelmét a Vasudvardból támadó portyázó csapatok és fősereg ellen. Ez után kapta Théoden az Ednew, újjászületett melléknevet.
Ő maga állt serege élére, elrendelte Edoras és Meduseld kiürítését. Népe, seregei támogatásával a Helm-szurdoki Kürtvárba (mint rendkívül jól védhető érődbe) vonultak vissza. Útjuk közben megküzdöttek Szarumán seregeinek farkaslovasokból álló előőrsével is.
A Helm-szurdok csatájában Théoden kiváló stratégaként viselkedett, ám a többszörös túlerő ellen nem tehetett mást, végső megoldásként az éorlfiak lovasrohamához folyamodott, mellyel meglepte ellenségét éppen annyira, hogy az Erkenbrand által vezetett erősítés (és a huornok) érkezésével győzelmet tudjon aratni Szarumán serege felett.
Théoden a Helm-szurdok csatája után Éorl Esküjéhez hűen elkezdte megszervezni a Gondor segítségére vonuló sereget. Ugyan Rohan dicsőséges korszakához képest csak töredéknyi lovast sikerült összegyűjteni, ám mégis elindultak Gondor segítségére. Théodent a gondori Vörös Nyílvesszőt hozó küldönc Dúnhargban érte utol.
Pelennor mezejére Minas Tirith ostromának hevében érkeztek, Rohan kürtjei lelket öntöttek a védőkbe. Maga Théoden seregét a haradi lovasság ellen vezette, kapitányuk életének saját kezével vetett véget. A csata közben megjelent az Angmari Boszorkányúr is Pelennor mezején, Théoden felvette vele a harcot, azonban nem úgy volt elrendelve, hogy emberkéz által haljon meg a Nazgûlok ura. Hósörény, Théoden lova megbokrosodott és a csatában fekete dárda találta el, maga alá temette a királyt is. A Boszorkányúrral az álcában csatába lovagoló Éowyn is felvette a harcot, ám végül a rejtekhelyéről előbukkanó Trufa végzett a Nazgûlok leghatalmasabbjával.
Halála előtt Théoden köszöntötte Trufát, majd jelképesen átadta Éomernek Lovasvég zászlóját, ezzel trónját, és lelke távozott Középföldéről. Éomer átvette a rohírok vezetését, és hosszú csata után sikerült a győzelmet kivívniuk. Ám a rohírok szíve nem tudott együtt örülni szövetségeseikével, hiszen elvesztették szeretett uralkodójukat.
Théoden ravatala a Szauron felett aratott teljes győzelemig Gondorban állt. A győzelem után a királyhoz méltó kísérettel vitték vissza hazájába, Rohanba, Edorasba Théodent, majd megadták számára a végtisztességet: a Sírhalmok mezejének keleti oldalán ettől fogva nyolc halom állt. Így szakadt meg Lovasvég királyainak Második nemzetsége.